# Тератология (наука)
Те́ратоло́гия (от греч. τέρας, родительный падеж τέρατος — «чудовище, урод, уродство» и греч. λογος — учение) — наука, изучающая уродства.

## Общие сведения
Наука тесно связанная со сравнительной и патологической анатомией, эмбриологией и генетикой. Исследования тератологии имеют большое значение для познания правильного развития организмов — по той причине, что у уродов особенно видны специфические свойства развития.
Предмет тератологических исследований — описание недостатков и уродств, а также обнаружение причин (тератологических факторов) их появления. У человека важным тератологическим фактором могут быть наркотики, лекарства и другие химические субстанции. Другие причины аномалии:
- вирусные инфекции,
- ионизирующее излучения.

## История
В одном из четверостиший Эмпедокла содержится указание на рождение сросшихся близнецов, обезображивающие пороки лица и двуполость.
Ранняя политическая теория Китая зачастую проявляет интерес к природным аномалиям как отражающим сбой космического баланса, причинённый неумелым управлением. Яркий пример такого рода содержится в «Анналах Люй Бувэя», III в. до н. э.

### В России
В России начало исследований пороков развития человека и животных связано с именем императора Петра I, который в 1718 году издал Указ о создании в Петербурге «Музея уродливостей». Музей был размещён в специальном здании, названном Кунсткамерой.
Основу «Музея уродливостей» составляла коллекция анатомических препаратов, в том числе и уродов. В соответствии с Указом Петра I музей стал пополняться редкими препаратами уродств человека и животных.
Первые научные исследования коллекции человеческих уродств в Кунсткамере стали проводиться выдающимися отечественными учёными — академиками К. Бэром, К. Вольфом, П. А. Загорским. К этому времени накопились научные сведения по эмбриологии (наука о зародышевом развитии человека), сравнительной анатомии (науки о сравнительном строении тела различных видов животных) и нормальной анатомии (науки о строении тела человека).
В XX веке были точно установлены причины многих уродств. Так, в 1941 году было обнаружено тератогенное действие вируса коревой краснухи, в 1962 году — тератогенное действие фармакологического препарата талидомида, применявшегося в качестве снотворного. В 70-х годах XX столетия была открыта хромосомная (генетическая) природа многих врождённых пороков развития, связанная с наследственной патологией, и лишь 3-5 % пороков индуцировано непосредственно тератогенными факторами. В настоящее время в мире успешно работают многочисленные медико-генетические лаборатории, а в ряде ведущих стран — научно-исследовательские тератологические центры.